# Okieriete Onaodowan
Okieriete Onaodowan (* 16. srpna 1987, Newark, New Jersey, Spojené státy americké) je americký herec, který se proslavil díky výkonu v muzikálu Hamilton a roli Deana Millera v dramatickém seriálu stanice ABC Station 19.

## Životopis
Narodil se v Newarku, ale své dětství prožil ve West Orange v New Jersey. V roce 2005 odmaturoval na místní střední škole West Orange High School. Na střední škole se krátce věnoval fotbalu, ale musel skončit kvůli zranění při tréninku. Kvůli zranění se začal věnovat herectví.

## Kariéra
Onaodowan se převážně věnovat divadlu. Zahrál si například v divadelních hrách a muzikálech Ragtime, American Idiot nebo The Last Days of Judas Iscariot. V roce 2012 si poprvé zahrál v broadwayském divadle ve hře Cyrano z Bergeracu. V roce 2014 si zahrál v broadwayském muzikálu Rocky. Během let 2015 až 2016 hrál roli Herculese Mulligana/Jamese Madisona v úspěšném broadwayském muzikálu Hamilton. V roce 2017 si zahrál roli Pierre v broadwayském muzikálu Natasha, Pierre & The Great Comet of 1812.

## Filmografie

### Film
| Rok  | Název                | Role                            | Poznámky            |
| ---- | -------------------- | ------------------------------- | ------------------- |
| 2010 | Ribbons              | student                         | krátkometrážní film |
| 2011 | The One You Marry    | Scott                           | krátkometrážní film |
| 2012 | Díky za ty dary      | Lou                             |                     |
| 2017 | The Super            | Cal                             |                     |
| 2020 | Tiché místo: Část II | policista                       |                     |
| 2020 | Hamilton             | Hercules Mulligan/James Madison | divadelní záznam    |
| 2020 | Prom                 | Franklin                        | krátkometrážní film |
| —    | Generation Wrecks    | Brandon                         |                     |
| —    | No Fucks to Give     | Percy                           |                     |

### Televize
| Rok        | Název                                     | Role             | Poznámky                               |
| ---------- | ----------------------------------------- | ---------------- | -------------------------------------- |
| 2010       | Gravity                                   | Sam              | díl: „Old People Creep Me Out“         |
| 2012       | Okrsek 22                                 | Anton Barke      | díl: „Turf War“                        |
| 2014       | Spravedlnost v krvi                       | Damon Williams   | díl: „Forgive and Forget“              |
| 2016       | Zákon a pořádek: Útvar pro zvláštní oběti | Cash Lewis       | díl: „Broken Rhymes“                   |
| 2016       | Hráči                                     | Anthony          | 2 díly                                 |
| 2017       | Girls                                     | Raneed           | díl: „Painful Evacuation“              |
| 2017       | The Get Down                              | Afrika Bambaataa | 3 díly                                 |
| 2017       | Ona to musí mít                           | Slick Willie     | díl: „#Milenec (DOKTRÍNA)“             |
| 2018–dosud | Station 19                                | Dean Miller      | hlavní role                            |
| 2019–dosud | Chirurgové                                | Dean Miller      | vedlejší role                          |
| 2019       | BoJack Horseman                           | Mike (hlas)      | díl: „The Kidney Stays in the Picture“ |

### Divadlo
| Rok       | Název                                        | Role                                                       | Poznámky                                                                                   |
| --------- | -------------------------------------------- | ---------------------------------------------------------- | ------------------------------------------------------------------------------------------ |
| 2010      | Langston in Harle                            | součástí souboru                                           | Urban Stages Theater, New York                                                             |
| 2010      | Neighbors                                    | Sambo                                                      | The Public Theater, New York                                                               |
| 2010      | Sons of Prophet                              | —                                                          | Susan Stein Shiva Theater, Poughkeepsie, New York                                          |
| 2010–2011 | Ruined                                       | Simon                                                      | Huntington Theatre Company, La Jolla Playhouse, Berkeley Repertory Theatre                 |
| 2010      | The Last Days of Judas Iscariot              | Pontius Pilate                                             | Richmond Shepard Theatre, New York                                                         |
| 2011      | Goldilocks and the Three Polar Bears         | —                                                          | CSV Cultural and Educational Center Flamboyán Theater, New York                            |
| 2011      | American Idiot                               | přítel/oblíbený syn                                        | americké turné                                                                             |
| 2012      | Cyrano z Bergeracu                           | kadet/kuchař/Sentry/Carbon de Castel-Jaloux/Cuigy/mušketýr | American Airlines Theatre, New York (Broadway)                                             |
| 2013      | Luce                                         | Luce                                                       | Lincoln Center, New York                                                                   |
| 2013      | The Brothers Size                            | Oshoosi Size                                               | Old Globe Theatre, San Diego                                                               |
| 2014      | The Royale                                   | Fish                                                       | Old Globe Theatre, San Diego                                                               |
| 2014      | Rocky the Musical                            | Dipper Riley/Apollo's Cornerman/Apollo Creed               | Winter Garden Theatre, New York (Broadway)                                                 |
| 2015–2016 | Hamilton                                     | Hercules Mulligan/James Madison                            | The Public Theatre, New York (mimo-Broadway), Richard Rodgers Theatre, New York (Broadway) |
| 2017      | Natasha, Pierre, and the Great Comet of 1812 | Pierre                                                     | Imperial Theatre, New York (Broadway)                                                      |